# Yagishiri-tō

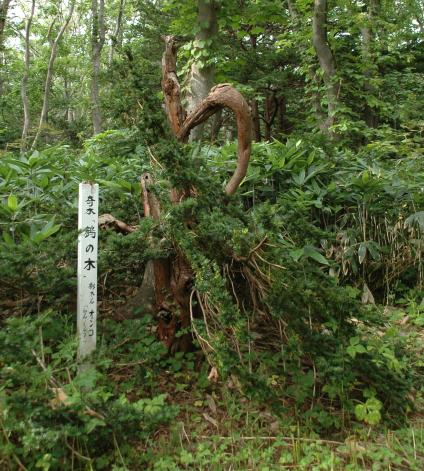
If du Japon de l'île.

L'île Yagishiri (焼尻島, Yagishiri-tō) est une île du Japon faisant partie de la préfecture de Hokkaidō.

## Géographie

### Situation
L'île Yagishiri se situe en mer du Japon, dans la préfecture de Hokkaidō, à 25 km à l'ouest du bourg de Haboro dont elle dépend administrativement.
L'île fait partie du parc quasi national de Shokanbetsu-Teuri-Yagishiri.

### Démographie
Le 30 septembre 2003, l'île Yagishiri abritait 379 habitants, répartis sur une superficie de 5,21 km2.

### Climat
| Mois                                             | jan.       | fév.       | mars       | avril     | mai       | juin      | jui.      | août      | sep.      | oct.      | nov.      | déc.       | année      |
| ------------------------------------------------ | ---------- | ---------- | ---------- | --------- | --------- | --------- | --------- | --------- | --------- | --------- | --------- | ---------- | ---------- |
| Température minimale moyenne (°C)                | −5,3       | −5,2       | −2         | 2,8       | 7,5       | 12        | 16,4      | 18,5      | 15,6      | 9,6       | 2,3       | −3,3       | 5,7        |
| Température moyenne (°C)                         | −3,3       | −3,1       | 0,3        | 5,3       | 10,1      | 14,4      | 18,6      | 20,7      | 18,1      | 12,3      | 4,9       | −1,2       | 8,1        |
| Température maximale moyenne (°C)                | −1,3       | −0,9       | 2,6        | 8,2       | 13,3      | 17,5      | 21,5      | 23,4      | 20,9      | 14,9      | 7,5       | 1,1        | 10,7       |
| Record de froid (°C) date du record              | −14,5 1996 | −14,8 2019 | −11,4 2001 | −4,1 2012 | −1,1 1980 | 4,2 1989  | 9,2 2018  | 12,2 2020 | 7,6 2001  | 0 2004    | −9,1 2006 | −12,2 1987 | −14,8 2019 |
| Record de chaleur (°C) date du record            | 7 2009     | 7,4 2010   | 13,6 2021  | 20,1 1999 | 26,4 2019 | 26,1 2010 | 31,2 2021 | 31,6 2021 | 28,9 2012 | 21,8 2019 | 17 2005   | 12,6 2018  | 31,6 2021  |
| Ensoleillement (h)                               | 54,6       | 88,6       | 157,6      | 201,4     | 209,8     | 181,5     | 175,3     | 187,2     | 195,5     | 147,8     | 70,2      | 44,3       | 1 713,9    |
| Précipitations (mm)                              | 47,8       | 32,2       | 32,6       | 37,8      | 59,3      | 58,2      | 109,1     | 118,2     | 124,8     | 117,1     | 105,9     | 70,4       | 915,1      |
| Nombre de jours avec précipitations              | 15,5       | 11,1       | 9          | 8,5       | 9,2       | 8,1       | 9,2       | 9,8       | 11,7      | 14,6      | 15,4      | 16,1       | 139,3      |
| dont nombre de jours avec précipitations ≥ 10 mm | 0,5        | 0,3        | 0,6        | 0,9       | 1,8       | 1,9       | 3,6       | 3,6       | 3,7       | 4,3       | 3,3       | 1,7        | 26,2       |

| Diagramme climatique                                  |              |           |            |             |            |               |               |               |              |             |             |
| J                                                     | F            | M         | A          | M           | J          | J             | A             | S             | O            | N           | D           |
| −1,3−5,347,8                                          | −0,9−5,232,2 | 2,6−232,6 | 8,22,837,8 | 13,37,559,3 | 17,51258,2 | 21,516,4109,1 | 23,418,5118,2 | 20,915,6124,8 | 14,99,6117,1 | 7,52,3105,9 | 1,1−3,370,4 |
| Moyennes : • Temp. maxi et mini °C • Précipitation mm |              |           |            |             |            |               |               |               |              |             |             |